# Olympiáda (Gassmann)
Olympiáda (v italském originále L'Olimpiade nebo L'olimpiade) je opera seria (dramma per musica) o třech dějstvích českoněmeckého skladatele Floriana Leopolda Gassmanna na libreto Pietra Metastasia. Premiéru opery uvedlo 18. října 1764 vídeňské dvorní divadlo (v budově prvního Divadla u Korutanské brány).

## Vznik a charakteristika

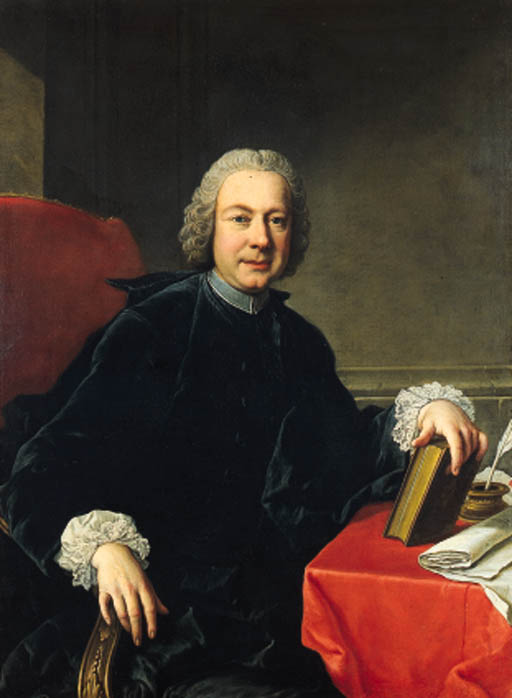
Pietro Metastasio, posmrtný portrét Pompea Batoniho z doby kolem roku 1770

Florian Leopold Gassmann podle svých životopisců již v mladém věku proti vůli svých rodičů opustil rodné město, aby se věnoval hudbě, a již počátkem 40. let 18. století studoval a působil v Itálii. Až v roce 1757 však benátské Teatro San Moisè uvedlo jeho první operu Meropé na libreto Apostola Zena.
Až do roku 1762 uváděl Gassmann v Benátkách jednu operu ročně, v žánrech opera seria i opera buffa. Roku 1763 byl povolán do Vídně, kde bylo právě po požáru otevřeno nové císařské dvorní divadlo u Korutanské brány, a to nejprve jako baletní skladatel. Koncem roku 1764 vypršela smlouva dvorního operního kapelníka Christopha Willibalda Glucka a jeho funkci převzal Gassmann krátce poté, co se ve Vídni uvedl reprezentativním dílem: operou seria Olympiáda.
Olympiáda byla – stejně jako všechny další Gassmannovy opery žánru opera seria až mna první Meropé – založena na libretu italského dramatika Pietra Metastasia. Většina Metastasiových libret byla zhudebněna mnohokrát různými skladateli; to je i případ Olympiády, již poprvé zhudebnil roku 1733 Antonio Caldara pro dvorní divadlo ve Vídni. Námět z antických olympijských her byl jeden z nejpopulárnějších a přilákal na 70 různých skladatelů, mj. Josefa Myslivečka, jehož Olympiáda měla premiéru roku 1778 v Neapoli.
Gassmannovský badatel z počátku 20. století Gustav Donath považoval tuto Olympiádu za celkově zdařilou, její libreto označoval za jedno z Metastasiových nejlepších, stejně jako postavu Mégakla, které podle něj skladatel věnoval nejvíce péče (ztvárnil ji slavný kastrát Gaetano Guadagni, mj. první Orfeo v Gluckově opeře Orfeus a Eurydika). Prohlašoval Olympiádu za plod vídeňské operní tradice spíše než přímo italské, současně však zdůrazňoval obohacení běžné techniky vážné opery (opera seria) o prvky pocházející z opery buffy, ve které sklízel Gassmann větší úspěchy. Gassmannova hudba k Olympiádě má podle Donatha „místy překvapivě silnou fyziognomii“, avšak „dobrá polovina árií i zde nedokáže upoutat naši pozornost“.

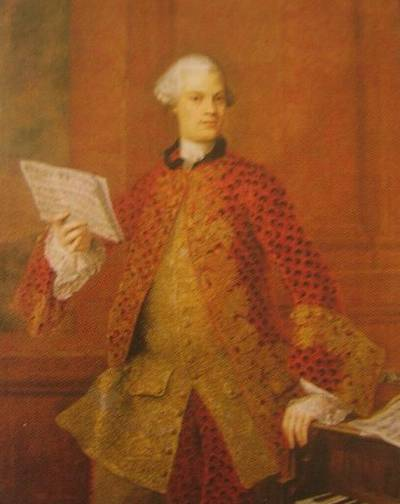
Kastrát Gaetano Guadagni, první představitel Mégakla v Gassmannově Olympiádě

Gustav Donath z árií vyzdvihuje všechny árie Mégakla včetně jeho duetu s Aristeiou, druhou a třetí árii Lýkidase, pastorální hudbu spojenou s Argénis a poslední árii Kleisthénovu, jakož i sbory. Robert Haas připomíná velký rozsah, který mají doprovázené recitativy, zejména pak na konci prvního dějství, kde doprovázený recitativ spojuje předcházející Lýkidasovu ukolébavku a závěrečný duet Aristei a Mégakla do velké provázané scény. Podle indikací libreta – a jak odpovídalo praxi ve vídeňské dvorní opeře – Olympiádu doprovázely baletní scény, jež však nejsou součástí partitury opery a není jisté, zda pocházely z Gassmannova pera.
Gassmannova Olympiáda se ve vídeňském dvorním divadle hrála do dalšího roku, což svědčí o relativním úspěchu – stejně jako skutečnost, že Gassmann byl vzápětí jmenován kapelníkem dvorní opery a od té doby až do smrti soustředil svou hudebně-divadelní činnost na tuto císařskou scénu. Její případné uvedení v jiných divadlech však není doloženo. Kopie partitury Gassmannovy Olympiády z roku 1767 či 1768 se zachovala v knihovně neapolské konzervatoře, kam se patrně dostala ve sbírce královny Obojí Sicílie Marie Karolíny. 
V moderní době dosud nebyla uvedena.

## Osoby a první obsazení
| osoba | hlasový obor     | premiéra (1764)              |
| --- | ---------------- | ---------------------------- |
| Kleisthénes (Clistene), král sikyón]ský                                                                         | tenor            | Giovanni Ristorini           |
| Aristeia (Aristea), jeho dcera, zamilovaná do Mégakla                                                           | soprán           | Rosa Tibaldi roz. Tartaglini |
| Argénis (Argene), krétská šlechtična převlečená za pastýřku pod jménem Lýkoris (Licori), zamilovaná do Lýkidase | soprán           | Teresa Duprè roz. Santori    |
| Lýkidas (Licida), považovaný za syna krétského krále, její přítel, zamilovaný do Aristei, přítel Mégakla        | soprán (kastrát) | Luca Fabris                  |
| Mégaklés (Megacle), zamilovaný do Aristei, přítel Lýkidase                                                      | soprán (kastrát) | Gaetano Guadagni             |
| Amintas (Aminta), vychovatel Lýkidase                                                                           | soprán (kastrát) | Giacomo Tibaldi              |
| Alkandros (Alcandro), Kleisthénův důvěrník                                                                      | alt              | Anna Maria Cataldi           |
| Pastýři, nymfy, atleti, kněží                                                                                   |                  |                              |
| Dirigent: Florian Leopold Gassmann                                                                              |                  |                              |

## Děj opery

### 1. dějství

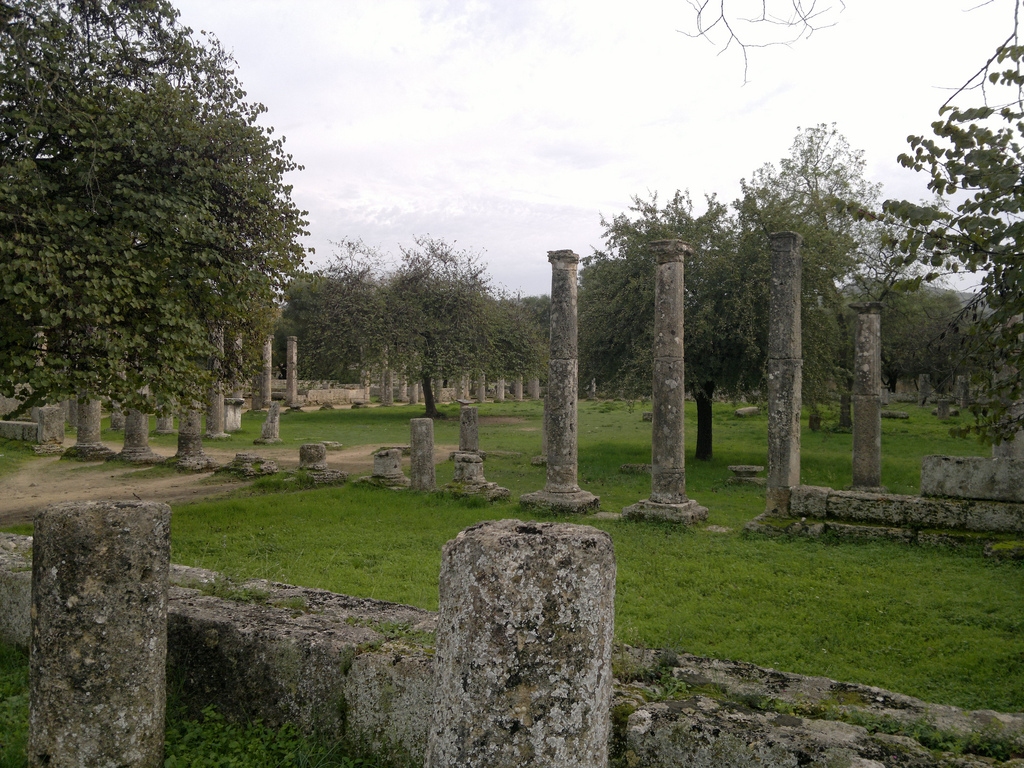
Zříceniny antické Olympie

(1. obraz – Zalesněná soutěska) V údolí u Elidy očekává krétský princ Lýkidas v doprovodu vychovatele Amintase netrpělivě příjezd svého přítele Mégakla. Právě probíhají olympijské hry a zanedlouho uplyne lhůta k zápisu na turnaj v zápasu, jehož vítěz má získat vedle vavřínového věnce Aristeiu, dceru letošního hostitele her, sikyónského krále Kleisthéna. Lýkidas se do Aristei na první pohled zamiloval a chtěl by jí získat, protože však zápasit neumí, poslal rychle na Krétu pro svého věrného přítele Mégakla, aby se zúčastnil turnaje Lýkidasovým jménem. Amintas připomíná Lýkidasovi, že odpřisáhl lásku Argénis, ale Lýkidas se již této marné lásky vzdal a nyní touží po jiné. 
Mégaklés konečně přijíždí a Lýkidas mu hned vysvětluje, co po něm chce – nikoli však proč. Mégaklés souhlasí a běží k zápisu, těše se na zápas (árie Superbo di me stesso). Amintas sice Lýkidase nabádá k tomu, aby se neradoval předčasně, ale Lýkidas má plnou důvěru v přítelovu zdatnost a raduje se z toho, že má Aristeiu na dosah (árie Quel destrier che all' albergo è vicino).
(2. obraz – Širá krajina na úpatí hory u řeky Alteios, v pozadí město Olympie) Pastýřka Lýkoris, ve společnosti pastýřů a nymf, vije věnce a opěvuje život v chudobě a na svobodě (árie se sborem O care selve). Přichází princezna Aristeia a dává se s Lýkoris do řeči, přičemž si navzájem vypravují své osudy. Lýkoris je ve skutečnosti urozená Kréťanka Argénis. Zamilovala se do dědice krétského trůnu Lýkidase a on do ní, avšak král byl proti jejich sňatku a chtěl ji donutit, aby se provdala za Mégakla – Athéňana, který kdysi zachránil Lýkidasovi život před loupežníky a nyní žije u krétského dvora. Argénis raději uprchla z Kréty a živí se pastevectvím. Aristeia prozrazuje, že Mégaklés byl jejím milým. Avšak její otec Kleisthénes ho z nenávisti ke všem Athéňanům dal vyhnat, aniž by ho kdy viděl. I Aristei hrozí sňatek proti její vůli, protože ji chce otec provdat za olympijského vítěze. Argénis s ní soucítí a radí jí, aby otce požádala o odklad soutěže,
Přichází Kleisthénes a vypočítává dceři jména závodníků, kteří se o ni budou ucházet, mezi nimi Lýkidase z Kréty. Aristeia žádá o odklad a za důvod uvádí, že se ještě nechce vdávat. Ale Kleisthénes jí připomíná, že si ženy nemají stěžovat na poddanost mužům: vždyť nad nimi nakonec vítězí krásou a ctností (árie Del destin no vi lagnate). Aristeia je zklamaná a po straně prosí Argénis, aby vyhledala jejího milého Mégakla a vyřídila mu, že je stále věrně milován (árie Tu di saper procura). Po jejím odchodu si Argénis zoufá: Lýkidas porušil své přísahy a uchází se o jinou (árie Più non si trovano).
Mégaklé se setkává s Lýkidasem a zpravuje ho, že se pod princovým jménem zapsal k zápasu. Lýkidas mu vypráví, že důvodem pro lest je touha získat ruku milované ženy, a Mégaklés ho ujišťuje, že bezpochyby zvítězí. Pak však Lýkidas vysloví jméno Aristei, dcery krále Kleisthéna, a Mégaklés je zděšen. Snaží se uchovat své tajemství, ale je nevrlý a tvrdí, že si musí před zápasem odpočinout. Lýkidas mu zpívá ukolébavku (árie Mentre dormi Amor fomenti).
Po jeho odchodu si Mégaklés zoufá nad tím, že se zavázal získat svou milenku pro svého přítele a soka v jedné osobě. Vrací se Aristeia a raduje se, když uvidí Mégakla. Věří, že přišel, aby v zápase vydobyl její ruku, a když pozoruje jeho rozpaky, ujišťuje ho o své lásce a věrnosti. Mégaklés se zdráhá a pak jí potvrdí, že o ni bude zápasit a hodlá zvítězit, ale neodváží se jí přiznat, jaký zádrhel v tom vězí (doprovázený recitativ Che intesi, eterni Dei! a duet  Nei giorni tuoi felici).

### 2. dějství

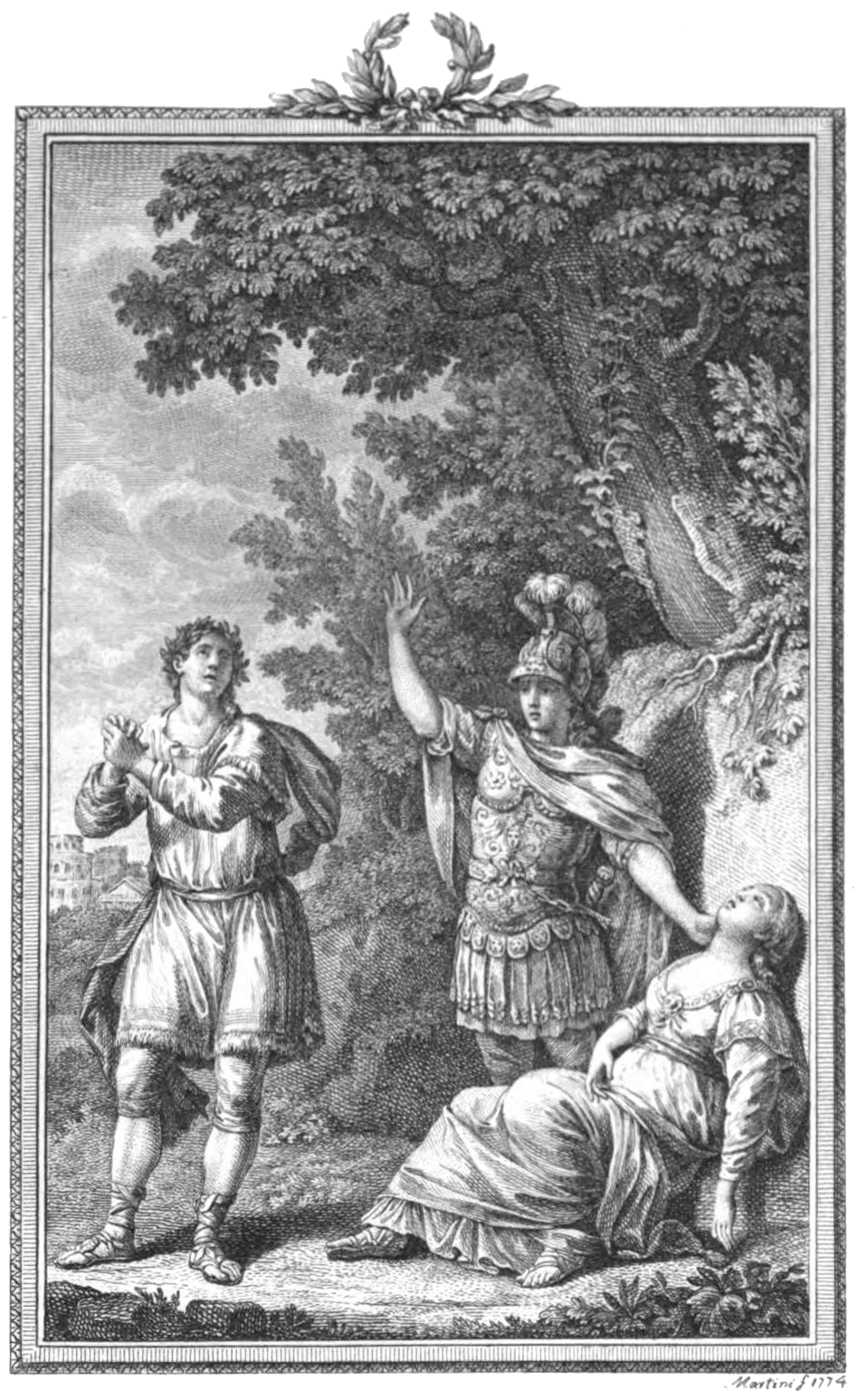
Scéna z konce 2. dějství Olympiády, kdy Mégaklés odbíhá spáchat sebevraždu a zanechává Lýkidase s omdlelou Aristeiou. Rytina z roku 1780

(Tamtéž) Aristeia a Argénis netrpělivě očekávají novinky; na stadion, kde atleti zápasí nazí, je ženám vstup zakázán. Konečně Kleisthénův důvěrník Alkandros přichází se zprávami; chce je vyprávět zeširoka, ale obě ženy zajímá výlučně jméno vítěze, jímž je Lýkidas. Jsou zklamány, ale nejhlasitěji Alkandros, který se pohoršuje, že o jeho vyprávění není zájem (árie Parto: ma sò che degno). Aristeia a Argénis se přou, která z nich je nešťastnější; Aristeia tvrdím, že je to ona, a odchází (árie Grandi, è ver, son le tue pene). Amintas potkává Argénis a je překvapen, že ji nachází v Elidě a navíc v přestrojení. Argénis, rozzlobená Lýkidasovou nestálostí, vyhrožuje, že způsobí celořecký skandál. Amintas se ji snaží mírnit a radí jí, aby si nejprve s Lýkidasem soukromě promluvila – třeba jeho láska k ní znovu vzplane. Po jejím odchodu si stěžuje na labilnost a milostnou zaslepenost mládeže, již přirovnává k lodi na moři (árie Siam navi all' onde algenti).
Velký průvod s jásotem přivádí údajného Lýkidase – Mégakla (sbor Del forte Licida). Kleisthénes ho představuje lidu jako vítěze a ženicha Aristei. Mégaklés se chce vyhnout setkání s ní, a proto si vyprosí, aby se sňatek konal až na Krétě a do té doby Aristeiu provázel jeho přítel Aigisthos (tj. Lýkidas). Kleisthénes mu to přislíbí, ale než se stačí Mégaklés vytratit, vstupuje Aristeia a je ohromena tím, koho jí pod Lýkidasovým jménem představují jako manžela. Oba nevědí, co říci, a Kleisthénes je ponechává ohleduplně o samotě (árie So ch'è fanciullo Amore).
Mégaklés musí dlouze přesvědčovat Lýkidase, aby se také vzdálil, a ten mu na odchodu připomíná jejich přísahu přátelství. Poté musí Mégaklés Aristei – která se už raduje, že jejich láska dojde naplnění – vysvětlit situaci: nebude ženou jeho, nýbrž skutečného Lýkidase. Aristeia reaguje mdlobou. Mégaklés ji křísí a pak zavolá Lýkidase, svěří mu bezvládnou Aristeiu a odbíhá. Pokud by se po něm ptala, ať jí řekne, že zemřel (doprovázený recitativ Lungi dagli occhi tuoi a árie Se cerca, se dice).
Lýkidas je znepokojen. Aristeia se probouzí, hněvá se na Mégakla, že před ní uprchl, a pro šokovaného Lýkidase má jen slova opovržení a nadávky (árie Tu me da me dividi). Odejde, a než ji může Lýkidas následovat a zjistit příčinu jejího chování, vstoupí Argénis. Vyčítá překvapenému Lýkidasovi zradu a odchází ho udat Kleisthénovi. Lýkidas v této situaci neví, co činit a za kterou z žen běžet. Z váhání ho vytrhne Amintas. Přináší zprávu, že Mégaklés spáchal sebevraždu skokem z útesu do moře, protože sám miloval Aristeiu a nedokázal bez ní žít. Lýkidas si zoufá nad ztrátou nejbližšího přítele. Navíc mu Alkandros přichází oznámit, že Kleisthénes se dozvěděl o jeho podvodu, a pokud Lýkidas neopustí Elidu do západu slunce, je odsouzen k smrti. Lýkidas je zmítán nejrůznějšími city, ale zůstává na místě a klíčí v něm myšlenka zabít z pomsty Kleisthéna (doprovázený recitativ Con questo ferro indegno a árie Gemo in in punto, e fremo).

### 3. dějství

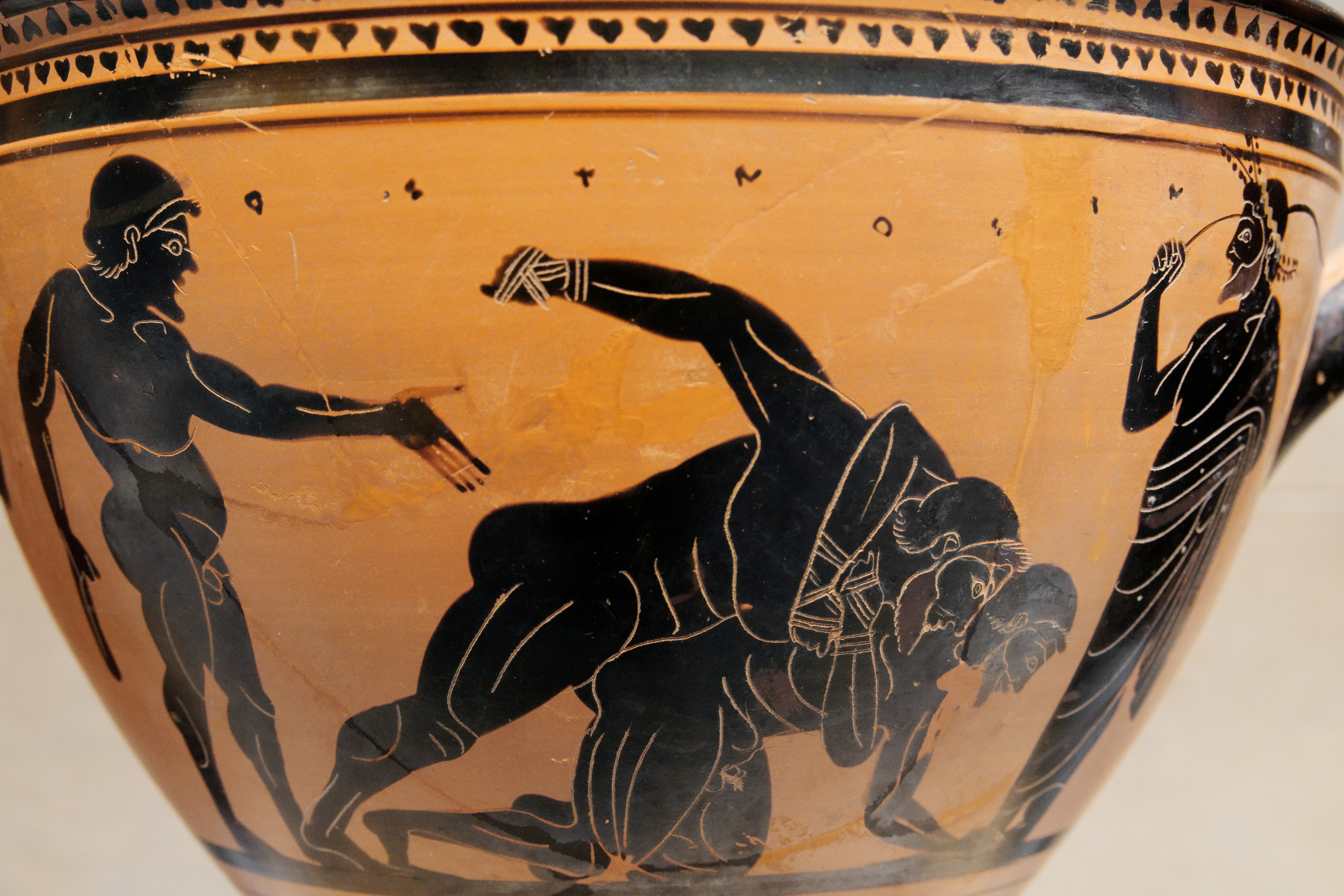
Keramika s výjevem z antického zápasu, kolem r. 500 př. n. l.

(1. obraz – Zříceniny starého hippodromu) Amintas pronásleduje Mégakla, který byl zachráněn z vody rybářem, ale stále chce uskutečnit svůj sebevražedný úmysl. Z druhé strany zdržuje Argénis před spácháním téhož činu Aristeiu. Avšak Aristeia i Mégaklés od svých záměrů upustí, když na sebe narazí, a rozhodnutí se pro společný život.
Alkandros přináší novou zprávu: při přípravě závěrečného obřadu her, který vedl Kleisthénes, se na něho vyřítil Lýkidas a chtěl ho zabít; byl však vmžiku zadržen a odzbrojen. Čeká ho smrt. Mégaklés spěchá příteli na pomoc, nebo alespoň aby zemřel s ním, i když je varován, že i jeho král stíhá kvůli účasti na podvodu. Aristeia je Mégaklovi k vůli připravena u otce orodovat za milost pro Lýkidase (árie Caro, son tua così). Argénis nechápe, proč se Mégaklés chce zbytečně vystavovat nebezpečí kvůli příteli, který si za své neštěstí může sám, ale Mégaklés Lýkidase nehodlá opustit (árie Lo seguirai felice). To vidouc, Argénis i v sobě nalézá lítost k Lýkidasovi a možná i ztracenou lásku k němu (árie Fiamma ignota nell' alma mi scende).
(2. obraz – Prostranství před chrámem Dia Olympského) V průvodu k poctě patrona olympijských her Dia (sbor I tuoi strali – terror de' mortali) je přiváděn Lýkidas v bílé říze a s květinovým věncem. Kleisthénes mu nerad oznamuje, že propadl hrdlem, a ptá se ho na poslední přání. Lýkidas si přeje naposledy vidět a obejmout Mégakla. Kleisthénes mu vyhoví a pláče – neví proč, ale mladíkův osud ho zvláště dojímá (árie Non so donde viene). Lýkidas se loučí s Mégaklem a prosí ho, aby byl oporou jeho otci.
Nastává okamžik oběti a kněží a stráže Lýkidase odvádějí. Kleisthénes vede obřad a vzývá Dia (sbor I tuoi strali a doprovázený recitativ O degli uomini padre, de degli dei). Obřad přeruší Argénis: tvrdí, že není pastýřkou, jak ji všichni znají, nýbrž krétskou šlechtičnou a Lýkidasovou nevěstou. Nabízí svůj život místo jeho. Lýkidas ji chce zachránit tím, že ji zapírá. Argénis chce svá tvrzení a svou urozenost prokázat Kleithénovi tím, že mu ukáže své šperky. Kleisthénes je poznává a postupně zjišťuje jejich původ: Argénis je daroval Lýkidas, který je dostal od svého vychovatele  Amintase, jenž je zase kdysi obdržel od Alkandra spolu s dítětem na vychování. Tímto dítětem byl Filindros – Aristein blíženec – kterého jeho otec přikázal zabít, protože věštba předpověděla, že syn bude otci usilovat o život. Kleisthénes nyní souhlasí se sňatkem Aristei a Mégakla a Lýkidase lituje, ale není v jeho moci odvolat rozsudek smrti, který nad ním vynesl. Mégaklés ale přijde na právní kličku: olympijské hry už skončily a s nimi i Kleisthénovo dočasné vladařství; jeho rozsudek tedy neplatí a o Lýkidasovu osudu má rozhodnout olympijský lid. Kleisthénes tedy předává otázku kněžím a lidu a ti míní, že Lýkidas by si smrt zasloužil, ale poněvadž by tím byl nepřímo potrestán i jeho nevinný otec a poněvadž by poprava zkalila radostný průběh závěrečného obřadu her, je Lýkidasův život zachráněn (sbor Viva il figlio delinquente).

## Instrumentace
Flétny, hoboje, fagoty, anglické rohy, lesní rohy, trubky, smyčcové nástroje (housle, violy, violoncella, kontrabasy).

## Diskografie
- 2012 (CD naïve V5295) L'Olimpiade The Opera. Pasticcio zhudebnění Metastasiova libreta L'Olimpiade různými autory při příležitosti letních olympijských her 2012 v Londýně; od Gassmanna byl vybrán závěrečný duet 1. dějství  Nei giorni tuoi felici. Zpívají Romina Basso (Mégaklés) a Ruth Rosique (Aristeia), Venice Baroque Orchestra řídí Markellos Chryssicos.